# Castelli della provincia di Taranto
Questo è l'elenco dei principali castelli e palazzi baronali presenti sul territorio della provincia di Taranto:
- Castello Sant'Angelo o Aragonese di Taranto

- Castello di Mutunato a Avetrana
- Castello Feudale o Palazzo D'Ayala di Carosino
- Palazzo Baronale Fortificato o Castello Normanno di Castellaneta
- Castello di San Crispieri a Faggiano
- Castello Marchesale di Fragagnano
- Palazzo Fortificato Fantuzzi di Fragagnano
- Castello di Ginosa
- Castello Episcopio di Grottaglie
- Palazzo del Principe di Borgo di Grottaglie a Grottaglie
- Castello di Laterza
- Castello Feudale Muscettola di Leporano
- Castello Feudale di Lizzano
- Castello o Palazzo Imperiali-Filotico di Manduria
- Castello Ducale di Martina Franca
- Castello di Massafra
- Castello o Palazzo Ducale degli Antoglietta di Monteiasi
- Castello di Montemesola
- Castello D'Ayala o Residenza Fortificata di Monteparano
- Castello Feudale di Palagianello
- Castello Feudale De Falconibus di Pulsano
- Castello Feudale di Roccaforzata
- Castello Scanderbeg di San Giorgio Ionico
- Castello o Palazzo Ducale di San Marzano di San Giuseppe
- Castello di Sava
- Castello Spagnolo di Statte
- Castello Todisco di Statte
- Castello di Torricella

## Fonte
- Diploma dei Castelli d'Italia, su dcia.it. URL consultato l'11 luglio 2008 (archiviato dall'url originale il 14 novembre 2008).